# Coryphaenoides longicirrhus
Coryphaenoides longicirrhus és una espècie de peix de la família dels macrúrids i de l'ordre dels gadiformes.

## Morfologia
- Els mascles poden assolir 80 cm de llargària total.[5][6]

## Hàbitat
És un peix bentopelàgic i marí d'aigües tropicals que viu entre 1450-2403 m de fondària.

## Distribució geogràfica
Es troba a Honolulu (Hawaii).